# 독점적 경쟁
독점적 경쟁(獨占的競爭, monopolistic competition)이란 불완전 경쟁의 한 형태로 완전 경쟁과 독점의 중간적 시장형태이다. 독점적 경쟁 시장에서 단기에는 기업들이 독점과 같이 행동할 수 있지만, 장기에는 다른 기업들이 시장에 진입해오기 때문에 점점 완전 경쟁의 형태에 가까워져 독점적인 지위를 누릴 수 없게 된다.
완전경쟁은 상품이 동질적이라는 가정을 하는 데 반해, 독점적 경쟁은 시장 상품이 차별화되었다는 것에 차이가 있다.
이 모형은 현실에서 쉽게 발견할 수 있는데, 대도시의 음식점, 숙박업소, 주유소 등과 같은 서비스 산업이나 의류, 신발, 대학교, 휴대용 MP3 플레이어 등 무수히 많은 예시가 있다.

## 기본 가정
독점적 경쟁 시장의 기본 가정은 다음과 같이 나누어 볼 수 있다.

### 차별화된 상품
독점적 경쟁 시장에서는 다수의 기업들이 비슷하지만 질적으로 차별화된 상품(product differentiation)을 생산하고 있다. 때문에, 각 기업의 상품은 다른 기업의 상품에 대해 어느 정도 대체성을 갖고 있다. 따라서 독점적 경쟁 시장에서 기업은 불완전한 시장 지배력을 갖는다.
예를 들어, 어떤 곳으로 안전하고 편안하게 갈 수 있게 해준다는 자동차(motor vehicle)의 기능은 기본적으로 동일하다. 그러나 시중에는 승용차, 스쿠터, 오토바이, 트럭, SUV 등 매우 다양한 유형의 자동차가 존재한다.

### 다수의 기업
시장 내에 다수의 기업이 존재한다는 것은 기업들이 전략적 의사 결정과 무관하게 가격이 정해진다는 것을 의미한다. 즉 각각의 기업의 행동은 시장에 미치는 영향이 거의 없다고 볼 수 있다는 것이다.
독점적 경쟁 시장에서 균형을 이루는 기업의 수는 고정 비용과 규모의 경제, 제품의 차별화 정도에 달려있다. 고정 비용이 높거나 제품의 차별화 정도가 높으면 균형을 이루는 기업의 수는 적을 것이다.

### 자유로운 진입과 퇴출
이와 같은 특징은 장기(long run)에 해당한다. 독점적 경쟁 시장에서는 기업이 얻는 이윤이 양수이기 때문에 진입을 시도하는 수많은 잠재적 경쟁자들이 있다. 이러한 특징 때문에 독점적 경쟁 시장은 완전 경쟁과 비슷한 특징을 갖는 것이다.

## 자원 배분

### 단기

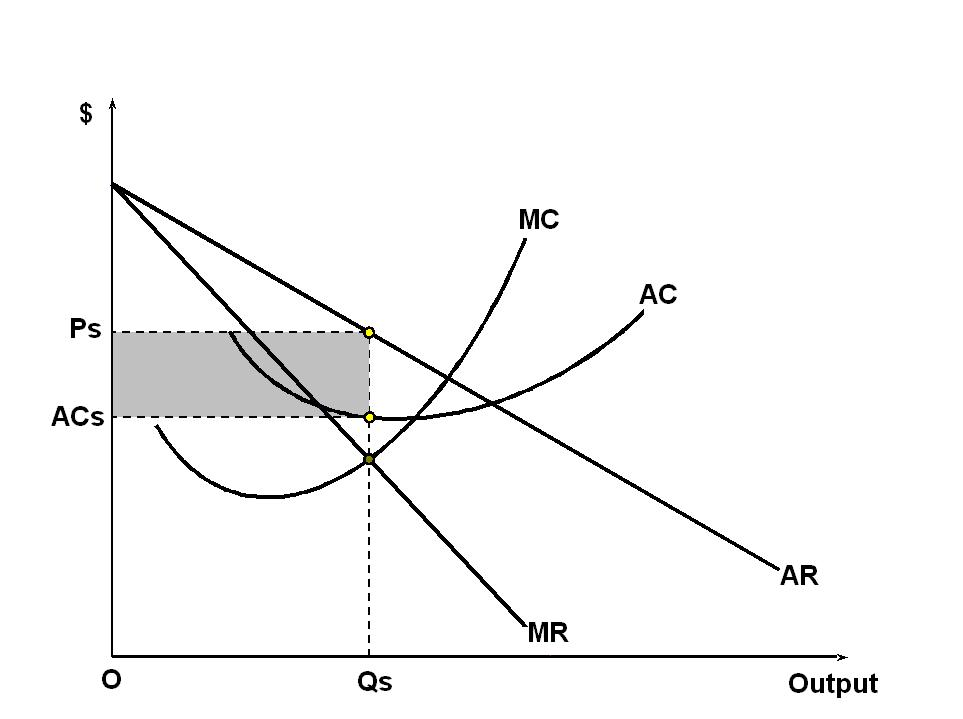
독점적 경쟁 시장의 단기 균형

단기에는 시장에의 진입과 퇴출이 자유롭지 못하기 때문에 시장의 기업의 수는 고정되어 있다. 따라서 개별 기업은 시장 전체의 수요곡선을 나누어 갖게 된다. 오른쪽 그림에서 AR, 즉 수요곡선이 우하향 하고 있다는 것은 기업이 시장에서 어느 정도 시장 지배력을 갖는다는 것을 보여주는 것이다.
기업은 이윤을 극대화 하기 위해서 한계수입(MR) 곡선과 한계 비용(MC) 곡선이 만나는 점에서 생산량을 결정할 것이다(Qs). 그리고 그 생산량에 해당하는 수요곡선 상의 점을 찾아 가격은 Ps로 설정될 것이다. 이 Ps라는 가격은 제품 한 개 생산하는 데 드는 비용인 평균 비용(ACs)보다 높으므로, 색칠해진 부분은 기업이 얻는 이윤이라고 할 수 있다. 이를 통해 독점적 경쟁 시장에서 기업은 양(+)의 이윤을 얻고 있음을 볼 수 있다.

### 장기

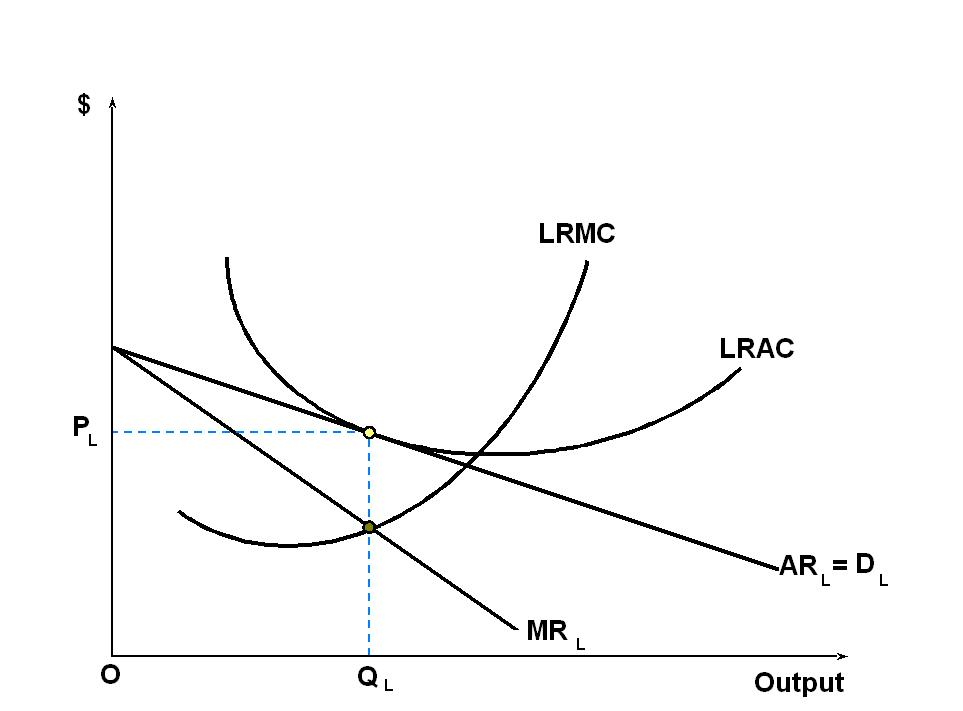
독점적 경쟁 시장의 장기 균형

장기에는 시장에의 진입과 퇴출이 자유로워지면서 단기에서의 기업들의 독점적 지위는 더 이상 누릴 수 없게 된다. 양(+)의 이윤을 얻을 수 있다는 것은 시장 진입의 유인으로 작용한다. 기업의 수가 증가함에 따라 한 기업이 팔 수 있는 양은 줄어들기 때문에 잔여수요곡선은 좌측으로 이동하고 더욱 완만해진다.
기업의 생산량 결정은 단기에서와 마찬가지로 MC와 MR이 만나는 점에서 이루어진다. 하지만 잔여수요곡선의 이동으로 인해 기업은 더 이상 가격을 AC보다 높게 책정할 수 없게 된다. 따라서 기업의 이윤극대화 결과 기업이 얻는 경제적 이윤은 0, 즉 무이윤 상태가 되어, 더 이상의 진입은 일어나지 않는다.

## 평가

### 차별화된 상품
독점적 경쟁 시장의 기업들은 질적으로 차별화 된 상품을 생산하기 때문에 수요자의 취향에 맞추는 데 많은 노력을 기울이게 된다. 이에 소요되는 다양한 비용이 상품의 질적인 차별화가 아닌 단순히 피상적인 차별화에 집중한다면 이는 부정적인 측면이 될 것이다. 하지만 만약 수요자가 차별화 된 상품에 의해 혜택을 누리게 된다면 이는 긍정적인 측면으로 평가될 수 있을 것이다.

### 유휴시설
유휴시설(또는 초과설비, excess capacity)이란 평균 비용이 최소가 되는 시설규모(생산량)와 현재 규모의 차이를 뜻하는데, 위에 있는 장기 균형의 그래프에서 장기 균형점은 장기 평균 곡선(LRAC)의 최저점보다 왼쪽에 있음을 알 수 있다. 하지만 제품의 가격뿐만 아니라 제품의 종류도 수요자의 후생에 영향을 미치므로 제품 차별화를 위해 평균 비용이 높아진 것에 대해 부정적인 평가를 내릴 수는 없다.

### 비효율적인 생산량
유휴시설의 존부와는 관계 없이 독점적 경쟁 시장의 장기 균형에서의 각 기업의 생산량 수준은 가격이 한계비용보다 높으므로 비효율적이다. 하지만 이것은 각 상품들이 서로 대체재가 될 수 있다면 이 비효율성의 정도는 줄어들 수 있다.

### 비가격경쟁
비가격경쟁(非-, non-price competition)은 독점적 경쟁 시장에서 기업은 시장의 제품들이 서로 대체성을 갖고 있기 때문에 제품의 가격 외적인 요소로 경쟁을 하게 되는 것을 말한다. 따라서 수요자들에게 제품의 차별성을 부각시키기 위해서 기업은 광고와 브랜드에 집중하게 될 것이라는 예상을 할 수 있다. 광고를 통해 자사 제품의 차별성을 수요자들에게 쉽게 알릴 수 있고, 브랜드화를 통해 그 이름만으로도 제품의 질을 대표할 수 있도록 하는 것이다.

## 같이 보기
- 불완전 경쟁
- 완전 경쟁
- 독점

## 참고 문헌
- 이준구, 《미시경제학》(제5판), 법문사 ISBN 978-89-18-10128-6[쪽 번호 필요]